# سفارت ارمنستان در بروکسل
سفارت ارمنستان در بروکسل ( نمایندگی دیپلماتیک جمهوری ارمنستان در بروکسل پایتخت پادشاهی بلژیک می‌باشد که در شماره خیابان، در منطقهٔ، بروکسل واقع شده‌است. روابط دیپلماتیک بین دو کشور (en) در سال ۱۹۹X برقرار شده‌است. هم‌اکنون آنا آقاجانیان مقام سفیر جمهوری ارمنستان در بروکسل را عهده‌دار است.

## اطلاعات
- آدرس: rue Montoyer Straat 26-28
- تلفن:

## فهرست سفیران
- تاتول مارکاریان (۲۰۱۴–۲۰۲۰)
- آوت آدونتس (۲۰۰۹–۲۰۱۴)
- ویگن چیتچیان (۱۹۹۷–۲۰۰۹)
- آرمن سارگسیان (۱۹۹۵–۱۹۹۶)